# Monterblanc
Monterblanc település Franciaországban, Morbihan megyében. Lakosainak száma 3342 fő (2022. január 1.). Monterblanc Plaudren, Elven, Saint-Nolff, Saint-Avé és Locqueltas községekkel határos.

## Népesség
A település népességének változása:
| Lakosok száma | 1126 | 1794 | 2006 | 2542 | 3242 | 3267 | 3275 | 3299 | 3311 | 3342 |
|               | 1968 | 1982 | 1990 | 2006 | 2013 | 2015 | 2017 | 2019 | 2020 | 2022 |